# Helyettesítő rejtjel
A helyettesítő rejtjel vagy helyettesítő kód a kriptográfiában egy eljárás, ahol a szöveg minden elemét egy szabályos rendszer alapján alakítják át rejtjelezett szöveggé; ezek az elemek lehetnek betűk (ez a leggyakoribb), betűpárok, betűtriók, vagy ezek keveréke. A fogadó fél a rejtjelezett szöveget egy előre elkészített inverz (az enkripciós módszerrel ellentétes) helyettesítő eljárással fejti meg.
A helyettesítő rejtjelezéstől eltérő módszer a transzpozíció, ahol az eredeti szöveg elemeit összekeverik (nem ritkán igen bonyolult sorrendben), de magának a szövegnek az elemei érintetlenül maradnak. Ezzel ellentétben a helyettesítő módszer az elemeket a helyükön hagyja, de megváltoztatja azokat.

## Változatok
A helyettesítő kódok változatai:
- ha betűcsoportokat változtat meg, poligrafikus rejtjelről beszélünk
- a monoalfabetikus rejtjel a szöveg teljes egészében ugyanazt a helyettesítést használja
- a polialfabetikus rejtjel ezzel szemben a szöveg különböző részein mást és mást – a homofónok esetében például a gyakoribb elemekre több lehetséges leképezést is lehetővé tettek.

Bár a helyettesítő rejtjelezés sokfajta kulccsal használható (az angol ábécé esetében {\displaystyle 26!\approx 2^{88,4}}, vagyis mintegy 88 bit), az eljárás nagyon könnyen feltörhető, az egyes betűk ismert szövegbéli gyakoriságát felhasználva.
Bár önmagában a helyettesítő rejtjelezést ma már nem használják, a modern blokkalapú titkosító algoritmusok, például a DES vagy AES algoritmusokban is szerepet kapnak (S-box).

## Poligrafikus helyettesítés
Ennél a fajtánál egy karaktersort egy másik karaktersorral helyettesítenek.
Biztonság: Ez a módszer megnehezíti a gyakoriságanalízises kódfejtést.
Ebbe a fajtába tartoznak:
- Porta-féle kódolás

## Monoalfabetikus helyettesítés
A monoalfabetikus helyettesítésnél ugyanaz a karakterek csakis ugyanazzal a karakterrel helyettesítődik.
Biztonság: Ezt titkosítási fajtát gyakoriságanalízissel viszonylag egyszerűen (papírral-ceruzával) fel lehet törni.
Ebbe a fajtába tartoznak:
- Caesar-féle kódolási módszer
- Átváltási táblázatos kódolási módszer

## Polialfabetikus helyettesítés
A polialfabetikus helyettesítésnél ugyanazok a karakterek másféle karakterekkel helyettesítődnek.
Biztonság: Ezt a titkosítási fajtát gyakoriságanalízissel nem, de statikus analízissel fel lehet törni.
Ebbe a fajtába tartoznak:
- Vigenère-rejtjel

## Külső hivatkozások
- Rejtjelező – Kódolás, titkosítás